# Live at the Montreux Jazz Festival 1988
Live at the Montreux Jazz Festival 1988 é um álbum ao vivo lançado em 27 de março de 2007 por Carlos Santana e Wayne Shorter, gravado em 14 de julho de 1988 no Montreux Jazz Festival.

## Faixas

### Disco um
1. "Spiritual"
2. "Peraza"
3. "Shhh"
4. "Incident at Neshabur"
5. "Elegant People"
6. "Goodness & Mercy - Sanctuary"

### Disco dois
1. "For Those Who Chant"
2. "Blues for Salvador"
3. "Fireball 2000"
4. "Ballroom in the Sky"
5. "Once It's Gotcha"
6. "Mandela"
7. "Deeper, Dig Deeper"
8. "Europa (Earth's Cry Heaven's Smile)"